# Petar Pereža
Petar Pereža (Split, 24. prosinca 1979.),, hrvatski televizijski voditelj, urednik i novinar.

## Životopis
Novinarstvom se počeo baviti sa 16 godina, kao honorarni suradnik na Radio Dalmaciji u Splitu. S nepunih 18 godina postao je samostalni urednik i voditelj vijesti. Na Radio Dalmaciji bez prekida provodi punih 9 godina, od 1996. do 2005. Pereža je magistrirao poslovnu ekonomiju na Ekonomskom fakultetu u Splitu – smjer financije. Tijekom studija s grupom studenata i profesora pokrenuo je studentski list „Feniks“ čiji je glavni urednik bio pune tri godine. 2004. godine počinje raditi kao reporter Nove TV u Splitu i Zagrebu. 
Potpunim preseljenjem u Zagreb 2005. godine, napušta radijski i reporterski posao, te počinje raditi kao voditelj središnje informativne emisije 'Dnevnik Nove TV'. Od 2006. postaje urednikom Vijesti na Novoj TV. Godine 2006. u Zagrebu upisuje i Fakultet političkih znanosti – smjer novinarstvo.

## Voditeljske uloge
- "Dnevnik Nove TV" kao voditelj (2005.-danas)
- "Kumovi" kao voditelj dnevnika Nove TV.

## Privatni život
Od 2006. godine je u braku sa suprugom Moranom s kojom ima dva sina Tomu i Šimuna.

## Vanjske poveznice
- Stranica informativnog programa Nove TV